# Evanturel
Evanturel es un municipio canadiense situado en la provincia de Ontario.

## Superficie
Evanturel tiene una superficie de 89,21 km².

## Demografía
En 2021, tenía 502 habitantes, una densidad poblacional de 5,6 hab./km², y 203 viviendas.